# Кишкунфеледьхаза
Кишкунфеледьхаза (венг. Kiskunfélegyháza) — город в медье Бач-Кишкун в Венгрии. Город занимает площадь 256,30 км², на которой проживает 30 946 жителей. Кишкунфеледьхаза — третий по величине город медье после столицы — Кечкемета и Байи.

## География и транспорт
Город расположен в 130 километрах южнее Будапешта и в 20 километрах к юго-востоку от Кечкемета. Кишкунфеледьхаза — крупный транспортный узел, рядом с городом проходит автомагистраль E-75 Будапешт — Сегед — Белград, из города ведут местные дороги в Кечкемет, Сентеш, Кишкунхалаш. Железнодорожная станция на линии Будапешт — Сегед. В Кишкунфеледьхазе от неё отходят ветки на Сентеш и Сольнок.

## История
На месте города обнаружены руины римского поселения.
В 1239 году здесь появились разгромленные в 1237 году монголами Батыя половцы (куманы, куны). Король Бела IV милостиво принял 40 тысяч половцев хана Котяна в своё подданство и дал им земли для поселения. Взамен на предоставление Котяну и его людям венгерского подданства, — половцы, прежде сочетавшие восточное христианство с поклонением верховному тюркскому божеству Тенгри, приняли католицизм. Официально из исторических источников известно, что Котян был крещён по латинскому обряду в 1239 году. Одна из дочерей Котяна, известная как Елизавета Куманская, была помолвлена (и впоследствии вступила в брак) с сыном Белы IV, позже ставшим Стефаном (Иштваном) V Венгерским.
Однако венгерская аристократия, памятуя прежнюю переменчивость хана Котяна, отнеслась к половцам с большим недоверием. Буквально накануне монгольского вторжения в Венгрию дворяне-заговорщики убили Котяна и его сыновей в Пеште (подозревая, скорее всего, безосновательно, что Котян может переметнуться к Батыю). После смерти любимого правителя большая часть половцев (куманов, кунов) отреклась от католицизма и ушла в подданство к болгарскому царю Коломану I. Часть половцев (включая и Елизавету Куманскую) осталась в Венгрии. Оставшиеся котяновцы населили комитаты Надькуншаг (Великую Куманию), Кишкуншаг (Малую Куманию) и Ноград. Столицей Малой Кумании стал город Кишкунфеледьхаза. После Батыева нашествия, в 1246 году, в Малую Куманию вернулась часть половецкой диаспоры из Болгарии.
27 сентября 1526 года Кишкунфеледьхазу сожгли турки.
В XVII веке город Кишкунфеледьхаза снова был полностью уничтожен турецкой армией. Место, где стоял город, было заброшено, в 1702 году австрийские Габсбурги подарили Куманию — Тевтонскому ордену. Установление власти рыцарей привело к упразднению многих прежних привилегий населения области и к росту налогов. В ответ жители Куншага присоединились к восстанию Ференца Ракоци II против деспотии Габсбургов (1703—1711). В соответствии с Сатмарским миром 1711 года, завершившим это восстание, все привилегии Куншага были упразднены, как «противоречащие законам Венгерского королевства». В 1715 г. тевтонские рыцари покинули Куманию (Куншаг).
В период правления Марии Терезии, сильно заинтересованной в поддержке Венгрии в её войнах с Пруссией и Францией, особый статус Куншага был восстановлен. С 1743 года начала заново отстраиваться Кишкунфеледьхаза. В соответствии с патентом 1745 года, жители Ясшага и Куншага получили свободу выбора судей, собственного палатина и других должностных лиц местного самоуправления, освобождение от государственных повинностей, право распределения налогов. Патент фактически санкционировал освобождение крестьян Куншага от крепостной зависимости, на 100 лет раньше, чем в других частях Венгерского королевства.
Автономия Куншага была окончательно ликвидирована лишь в 1876 году, когда на Куманию была распространена комитатская система: Надькуншаг вошёл в состав комитата Яс-Надькун-Сольнок. Кишкуншаг же вошёл в состав комитата Пешт-Пилиш-Шольт-Кишкун.
В 1879 году в Кишкунфеледьхазе родился венгерский романист, журналист и археолог Ференц Мора.
В 1902 году в Кишкунфеледьхазе был основан Городской музей, вскоре ставший региональным. 14 мая 1942 года Кишкунскому музею было передано здание районного штаба Кишкунского капитанства.
В 1945 г. Кишкуншаг вошёл в состав медье Бач-Кишкун.

## Достопримечательности
Большинство исторических зданий города относятся ко второй половине XVIII века. Главная достопримечательность — здание ратуши. Кроме неё, в городе есть ещё несколько примечательных исторических зданий; а также большая католическая церковь. Окрестности города покрыты виноградниками и фруктовыми садами.

## Население
| Год  | Численность | Численность |
| ---- | ----------- | ----------- |
| 2013 | 29 567      | [ 11 ]      |
| 2014 | 29 340      | [ 12 ]      |
| 2018 | 29 324      | [ 13 ]      |
| 2019 | 29 306      | [ 14 ]      |
| 2021 | 28 851      | [ 15 ]      |
| 2022 | 28 872      | [ 16 ]      |
| 2023 | 28 803      | [ 17 ]      |
| 2024 | 28 562      | [ 3 ]       |

## Города-побратимы
- Corund[вд], Румыния (1993)[18]
- Jászfényszaru[вд], Венгрия (2018)[18][19]
- Kjellerup[вд], Дания (1993)[18]
- Баньоль-сюр-Сез, Франция (2010)[18]
- Браунфельс, Германия (1992)[18]
- Ди, Франция (2000)[18]
- Кикинда, Сербия (2011)[18]
- Рабка-Здруй, Польша (2013)[18]
- Сигишоара, Румыния (2001)[18]
- Силькеборг, Дания (2009)[18]
- Турда, Румыния (2012)[18]
- Угровец, Словакия (2010)[18]
- Фельтре, Италия (2005)[18]